# イスラエル・ヨルダン平和条約
イスラエル国とヨルダン・ハシミテ王国との間の平和条約（イスラエルこくとヨルダン・ハシミテおうこくとのあいだのへいわじょうやく、ヘブライ語: הסכם השלום בין ישראל לירדן、アラビア語: معاهدة السلام الأردنية الإسرائيلية）は、イスラエルとヨルダンが締結した両国間の戦争状態を終結させる平和条約。
イスラエル・ヨルダン平和条約、ワディアラバ平和条約とも称する。

## 締結
1994年10月26日、イスラエル・ヨルダン国境のアラバの谷において、アメリカ合衆国大統領ビル・クリントン立会いの下、イスラエル首相イツハク・ラビンとヨルダン国王フセイン1世の間で調印された。
ヨルダンは、アラブ諸国においてエジプトに次ぎイスラエルとの平和条約締結国となった。

## 条約交渉過程

### 前史

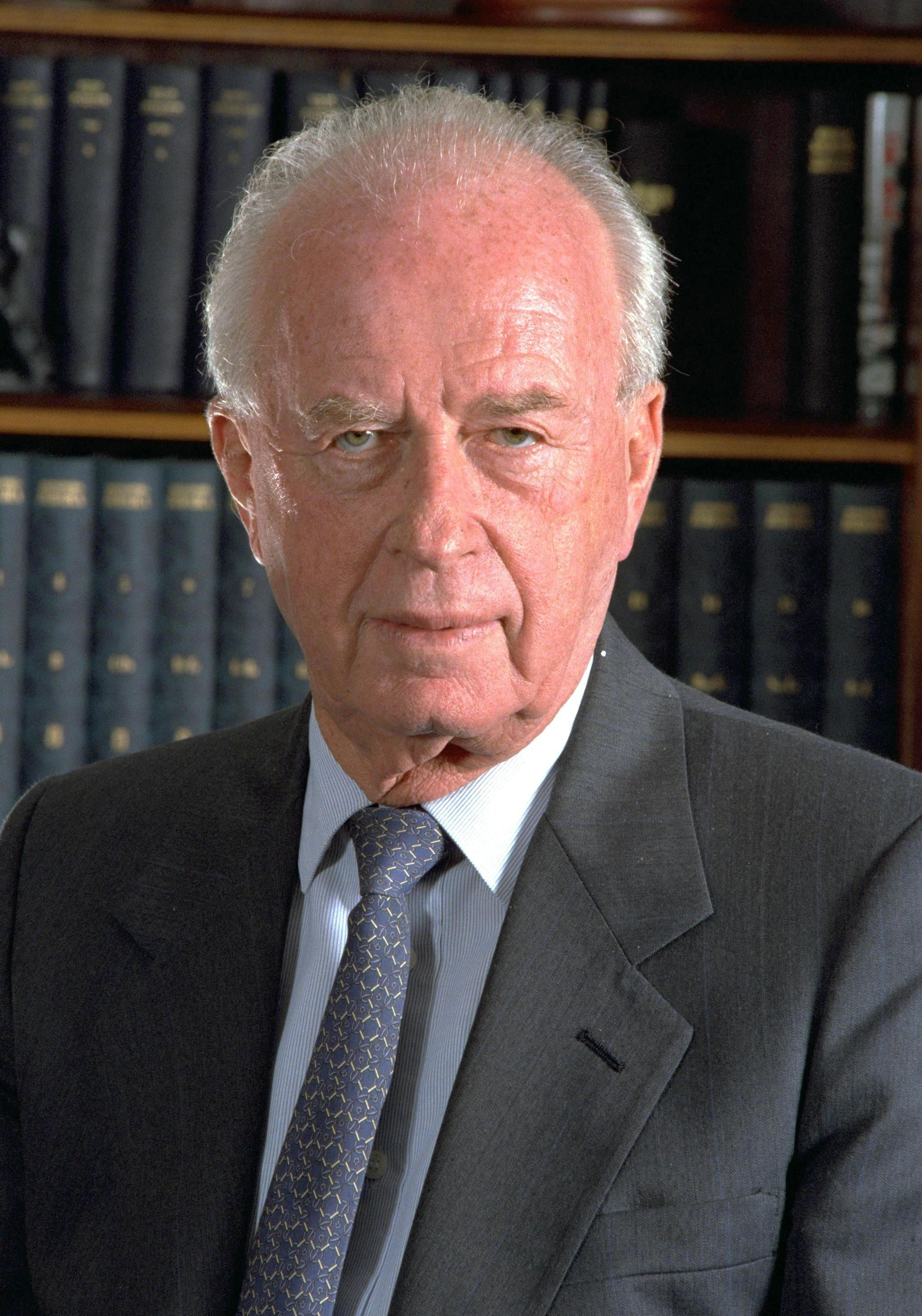
イスラエル第11代首相イツハク・ラビン

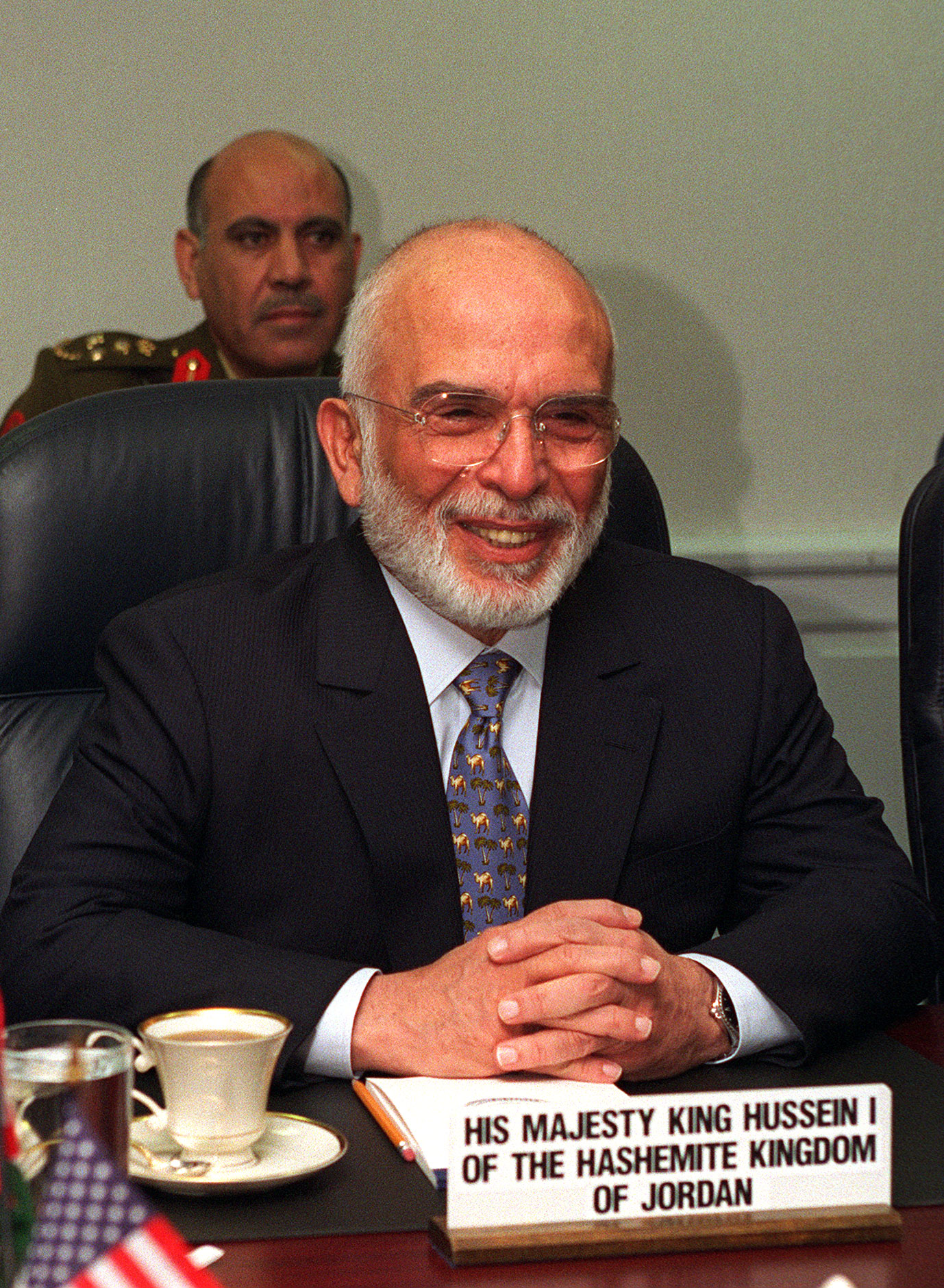
ヨルダン第3代国王フセイン1世

1987年4月11日、イスラエル外務大臣シモン・ペレスとヨルダン国王フセイン1世はイギリス・ロンドンで秘密会談を行い、イスラエルとヨルダンの平和条約交渉を進める枠組みについて大筋で合意に達した。この合意内容では、国連事務総長が国連安保理常任理事国及び中東戦争のすべての当事国を招集し、国連安保理決議242と国連安保理決議338に基づく解決の協議を行うこととされた。しかし、イスラエル首相イツハク・シャミルが合意に反対し、閣議においてもリクード党の閣僚らが反対したことで承認は得られなかった。翌1988年にヨルダンは、イスラエルとパレスチナ解放機構（PLO）の和平推進に向け、ヨルダン川西岸地区の領有権放棄を発表し、PLOを支持した。
イスラエルとヨルダンの外交関係は、1990年代初頭まで公式には緊張状態が続いていたが、1991年の湾岸戦争後、アメリカ合衆国が中東和平に積極的な姿勢で臨んできたことで政治情勢に変化が生じた。同年10月にスペイン・マドリードでパレスチナ問題についての中東和平会議が開催され、イスラエルがアラブ諸国とともに参加した。
1992年にイスラエルで労働党が政権を握り、イツハク・ラビンが首相となった。ラビン内閣ではアラブ諸国との和平にあらゆる方向から真剣に取り組み、1993年にはPLOとの間でパレスチナ暫定自治に関するオスロ合意に調印した。

### ワシントン宣言

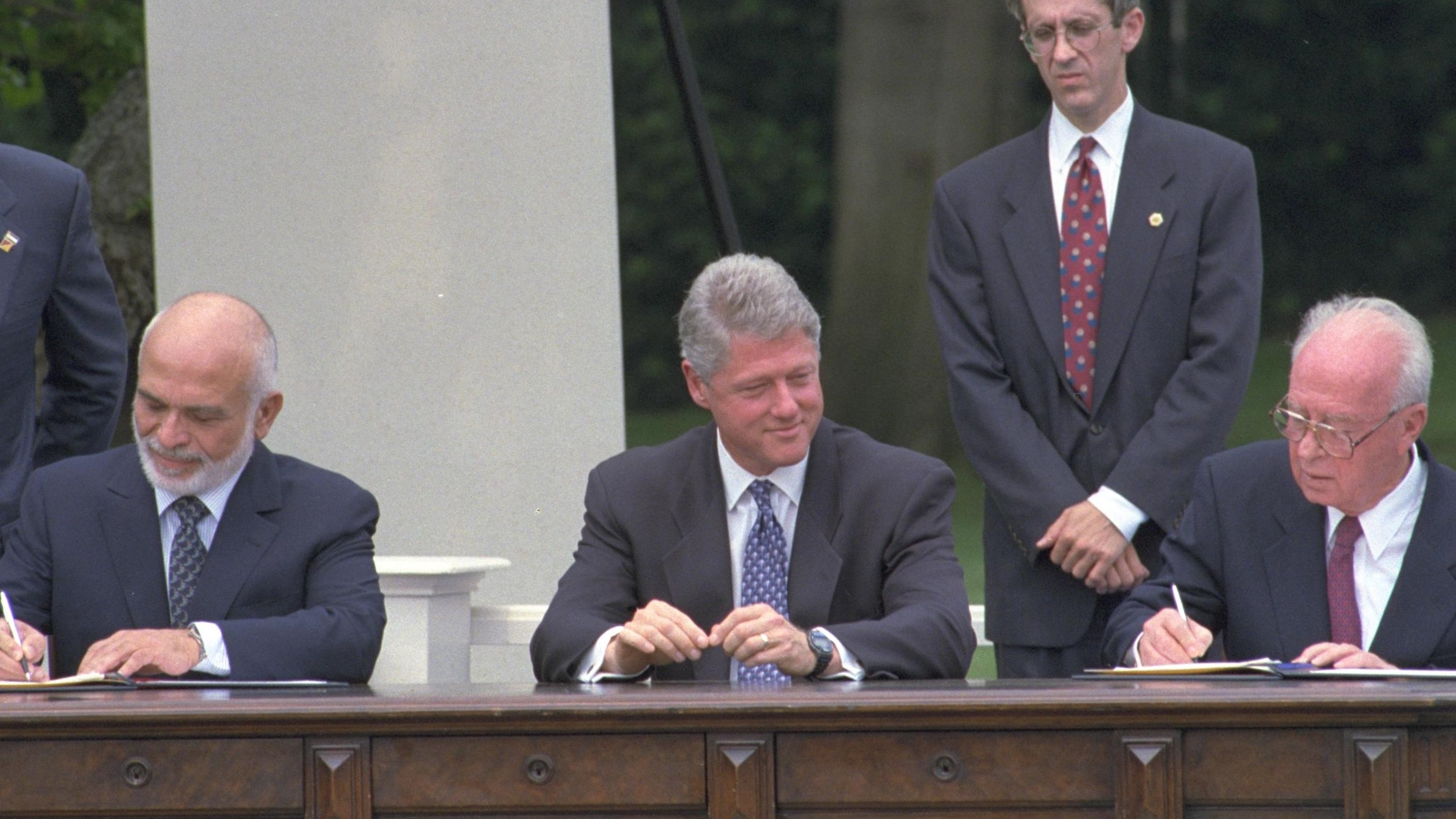
ホワイトハウスにてアメリカ・クリントン大統領（中央）立会いの下、ワシントン宣言に署名するイスラエル・ラビン首相（右）とヨルダン・フセイン国王（左）

オスロ合意後の1994年、ラビン首相とペレス外相はフセイン国王に対して、ヨルダンが「ビックゲームから退場することになる」かもしれないと伝えた。フセイン国王は、エジプトのホスニー・ムバーラク大統領とシリアのハーフィズ・アル＝アサド大統領に相談し、ムバーラク大統領からは励まされ、アサド大統領からは「（イスラエルとは）対話する」だけで、いかなる協定にも調印しないよう忠告を受けた。アメリカのクリントン大統領はヨルダンとの和平交渉に乗り出し、イスラエルとの平和条約に署名するよう圧力をかけ、ヨルダンの債務免除を約束した。同年7月25日、アメリカのワシントンD.C.において、クリントン大統領が立会人としてラビン首相とフセイン国王が、両国の戦争状態終結を宣言する「ワシントン宣言」に署名した。

### 条約締結

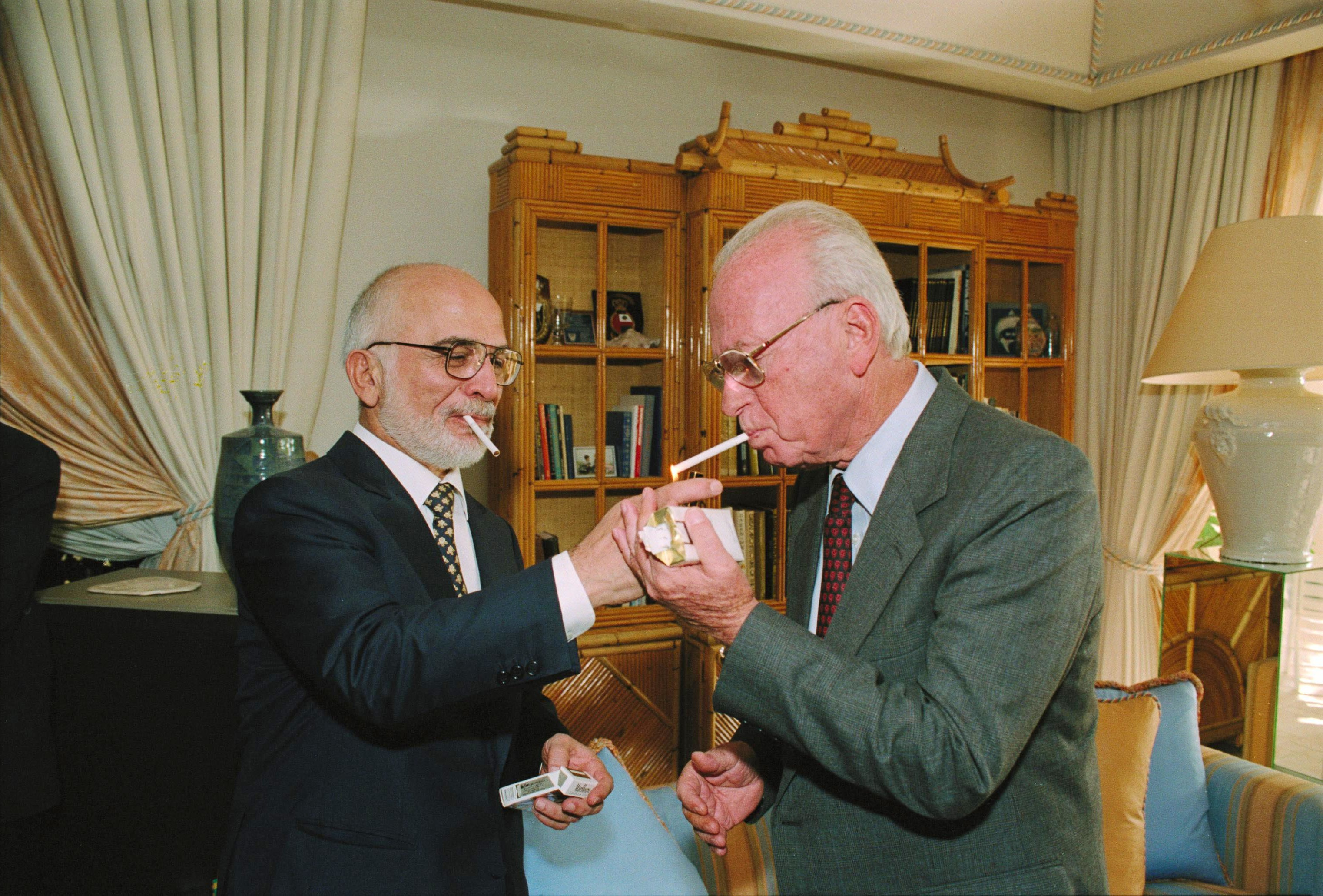
平和条約締結後、イスラエル・ラビン首相（右）のタバコに火を点けるヨルダン・フセイン国王（左）

ワシントン宣言について、ヨルダンのアブデルサラーム・マジャリ首相は「戦争の時代の終わり」と発表し、イスラエルのペレス外相は「平和の時代の到来」と述べた。ラビン首相とフセイン国王はアメリカのホワイトハウスでクリントン大統領との会議を行った。
1994年10月26日、イスラエルとヨルダンはイスラエル南部地区エイラートの北、ヨルダン国境付近のアラバの谷で開催された式典で、平和条約に署名した。ラビン首相とマジャリ首相が調印し、イスラエルのエゼル・ヴァイツマン大統領とフセイン国王が握手を交わした。立会人のクリントン大統領は、同席したウォーレン・クリストファー国務長官とともにその様子を見守った。
平和条約締結をエジプトは歓迎したものの、シリアは完全に無視した。また、レバノンのシーア派武装組織ヒズボラが条約に反対し、式典20分前にガリラヤ北部へ迫撃砲とロケット弾による攻撃を行っている。

## 条約の内容

### 条約の構成
条約は、前文、30条から成る本文、5条から成る附属書、イスラエルとヨルダンの国境を記載した地形図で構成され、条約の骨子は以下の6項目となる。

### 条約の骨子

#### 国境
イスラエル・ヨルダン国境は、ヨルダン川及びヤルムーク川、死海、ワディアラバ、アカバ湾に沿う。ヨルダン川西岸からヨルダンを分離した区域は、「その領土の地位を損なうことなく」と規定された。

#### 正常化
両国関係の正常化、外交関係の確立と領事館の設置、観光ビザの発給、空港と港の開放、アラバに自由貿易地域と工業団地の設置。

#### 安全保障
両国はそれぞれの主権と領土を尊重し、許可なく国境を侵犯しない。また、テロ対策で協力し、敵対的行動の阻止、テロ組織への協力禁止の義務付け。

#### エルサレム
イスラエルは、エルサレムにあるイスラム教神殿におけるヨルダンの特別な役割を認識し、恒久的地位に関する交渉の際、ヨルダンの歴史的役割を優先させる。

#### 水資源
イスラエルはヨルダンに年間5,000万立方メートルの水利権の付与に同意し、ヨルダンはヤムルーク川からの取水量の75パーセントを保有する。また、両国は水資源と貯水池を開発でき、干ばつ時には相互援助することに同意する。イスラエルはさらに、ヨルダンへの脱塩技術支援にも同意する。

#### パレスチナ難民
両国は解決に向け、四者委員会（イスラエル、ヨルダン、エジプト、パレスチナ）を含め、協力していくことに同意する。

## 影響
平和条約締結により、イスラエルとヨルダンの経済関係が大幅に改善し、1996年から2003年にかけて貿易量は約10倍に増加した。また、両国国境の開放に伴い、国境検問所が設置され、両国間の観光、貿易、労働者の移動が活発化し、ヨルダンにはイスラエルからの観光客が数多く来訪、世界遺産のナバテア王国のペトラにその多くが訪れている。
2013年12月にイスラエルとヨルダンは、紅海・死海導水の一環として、ヨルダンのアカバ港近郊の紅海への淡水化施設建設に署名した。
2018年10月21日、ヨルダン国王アブドゥッラー2世は平和条約に伴い、イスラエルへ25年間の使用権を認めていたヨルダン領2ヶ所（ナハライム（バクーラ）、アル・ガムル）の期限延長をしないと通知、2019年11月10日に使用権の期限切れを迎え、「完全な主権」の回復を宣言した。